# Пио, Жан-Франсуа
Жан-Франсуа Пио (28 марта 1938 — 6 ноября 1980) — французский автогонщик, участник этапов чемпионата мира по ралли и гонок 24 часа Ле-Мана.
До организации чемпионата мира по ралли Жан-Франсуа Пио на Ford Escort в 1969—1972 году провел 6 международных ралли. Лучшим местом было третье, на Ралли Австрии в 1970. В эти годы его штурманом был легендарный Жан Тодт.
В чемпионате мира по ралли Пио с 1973 по 1975 год вышел на старт 7 этапов. В 1973 году он был членом команды Alpine-Renault. Лучший финиш — «серебро» на Ралли Корсики. В 1974—1975 годах он выступал за рулем различных версий Renault 17, дважды попадал в очковую зону.

## Победы и подиумы

### Чемпионат Европы по ралли
| № | Сезон | Этап                       | Штурман               | Автомобиль               | Результат |
| - | ----- | -------------------------- | --------------------- | ------------------------ | --------- |
| 1 | 1967  | Ралли Сан-Ремо             | Клод Рур              | Renault 8 Gordini        | Победа    |
| 2 | 1967  | Ралли Мюнхен-Вена-Будапешт | Жан Брено             | Renault 8 Gordini        | Победа    |
| 3 | 1971  | Ралли Лион-Штуттгарт       | Джим Портер           | Ford Escort RS 1600 MKI  | 2 место   |
| 4 | 1973  | Ралли Лион-Штуттгарт       | Арно                  | Alpine-Renault A110      | 2 место   |
| 5 | 1968  | Ралли Висбадена            | Пьер-Франсуа Руссельо | Alpine-Renault A110 1300 | 3 место   |

### Международный чемпионат FIA для ралли-производителей
| Сезон | Этап          | Штурман     | Автомобиль              | Результат |
| ----- | ------------- | ----------- | ----------------------- | --------- |
| 1970  | Ралли Австрии | Жан Тодт    | Ford Escort Twin Cam    | 3 место   |
| 1971  | Ралли Альп    | Джим Портер | Ford Escort RS 1600 MKI | 3 место   |

### Чемпионат мира по ралли
| Сезон | Этап          | Штурман           | Автомобиль               | Результат |
| ----- | ------------- | ----------------- | ------------------------ | --------- |
| 1973  | Ралли Корсики | Жан де Александри | Alpine-Renault A110 1800 | 2 место   |